# Albatros L 71
L'Albatros L 71 fu un aereo monomotore, biposto e biplano, sviluppato dall'azienda aeronautica tedesca Albatros Flugzeugwerke GmbH nella prima parte degli anni venti.
Destinato al mercato dell'aviazione civile, proposto come aereo da turismo e presumibilmente anche da trasporto leggero, venne realizzato in soli due esemplari.

## Storia del progetto
Con il termine della prima guerra mondiale e la ratifica del Ttrattato di Versailles da parte delle nazioni che vi avevano partecipato, l'aviazione dell'oramai smembrato Impero tedesco era stata drasticamente ridotta ed i voli,  inizialmente vietati, ripresero solo dopo qualche tempo limitatamente ai servizi di trasporto civile. La timida rinascita del mercato dell'aviazione nella neofondata Repubblica di Weimar indusse alcune aziende a sviluppare nuovi modelli da destinare al mercato dell'aviazione generale.
L'Albatros incaricò il proprio ufficio tecnico di sviluppare un modello sperimentale che potesse fornire dati da riversare nell'eventuale produzione in serie; l'ufficio elaborò un progetto relativo a un velivolo biposto, indicato dall'azienda come L 71, caratterizzato dalla velatura biplana e dalla propulsione in configurazione spingente, un aspetto definito all'epoca dalla rivista Flight "simile ad un idrovolante a scafo con il carrello", definizione data in quanto negli anni venti una simile architettura era utilizzata quasi esclusivamente in quella tipologia di velivoli. Visivamente, la caratteristica insolita era data dallo scalamento dei due piani alari, positivo ed estremo nello spostamento verso coda di quello inferiore, soluzione adottata per ottimizzare al massimo il campo visivo da entrambi i due abitacoli integrati in fusoliera collocati in tandem.
Vennero approntati due prototipi, immatricolati D-519, il WerkNr. 10055, e D-636, entrambi avviati a prove di volo iniziate nel tardo gennaio 1926.

## Tecnica
Come già anticipato, l'L 71 era caratterizzato da un'impostazione insolita per un modello convenzionale basato a terra e più consona a quella adottata dagli idrovolanti a scafo centrale, un monomotore ad elica spingente, biposto, biplano con carrello fisso.

### Riviste
- (EN) A Flying Boat on Wheels, in Flight, XVIII, n. 4, 28 gennaio 1926.